# Жах у Данвичі (фільм, 2009)
«Жах у Данвичі» (англ. The Dunwich Horror) — американський фільм жахів режисера Лі Скотта, що вийшов 2009 року. У головних ролях Гріфф Ферст, Сара Лівінг, Дін Стоквелл. Дана стрічка — екранізація оповідання Говарда Лавкрафта — «Жахіття Данвіча» (написане 1928 року).
Сценаристом і продюсерами був Лі Скотт. Вперше фільм продемонстрували 13 грудня 2009 року у США. В Україні кінопоказ стрічки фільму не відбувся.

## Сюжет
Доктор Генрі Армітаж, мисливець за древніми артефактами, загоряється ідеєю відшукати оригінал легендарного Некрономікона — книги, за допомогою якої можна відкривати портал між вимірами і прикликати потойбічних демонів. Для цього Армітаж заручається підтримкою своєї асистентки Морган і скептично налаштованого університетського професора Райса. Гонитва за містичною книгою приводить шукачів на болота Луїзіани, в селище Данвіч, де стоїть будинок божевільної сімейки Вайтлі. Багато років тому в ході окультного ритуалу за участю Некрономікона члени сімейства випустили в світ кровожерливого монстра, після чого замкнули його на горищі і стали підгодовувати людським м'ясом.

## У ролях
- Гріфф Ферст — Волтер Райс
- Сара Лівінг — професор Фей Морган
- Дін Стоквелл — доктор Генрі Армітаж
- Джеффрі Комбс — Вілбур
- Наташа Ітзель — Кейтлін
- Лорен Мішель — Лавіна
- Ширлі Бренер — місіс Боуерс
- М. Стівен Фелті — Цечерія
- Коллін Галіен — Том
- Джеффрі Алан Піларс — Олас Ворміус / Доран Лао